# Kamalganj (underdistrikt)
Kamalganj är ett underdistrikt i Bangladesh. Det ligger i den östra delen av landet, 160 km öster om huvudstaden Dhaka.
I omgivningarna runt Kamalganj växer huvudsakligen savannskog. Runt Kamalganj är det tätbefolkat, med 550 invånare per kvadratkilometer.